# Виден
Ви́ден (болг. Виден) — село в Старозагорській області Болгарії. Входить до складу общини Павел-Баня.

## Населення
За даними перепису населення 2011 року у селі проживала 81 особа, з них 80 осіб (98,8%) — болгари.
Розподіл населення за віком у 2011 році:
Динаміка населення: